# Rafael Pereira
Rafael Henrique Campos Pereira (* 8. April 1997 in Belo Horizonte) ist ein brasilianischer Hürdenläufer, der sich auf die 110-Meter-Distanz spezialisiert hat. Über diese Distanz ist er aktuell Inhaber des Südamerikarekordes und siegte 2021 bei den Südamerikameisterschaften.

## Sportliche Laufbahn
Erste Erfahrungen bei internationalen Meisterschaften sammelte Rafael Henrique Pereira im Jahr 2014, als er bei den Jugendsüdamerikameisterschaften in Cali mit 6303 Punkten die Bronzemedaille im Zehnkampf gewann. 2016 gelangte er bei den U20-Weltmeisterschaften in Bydgoszcz bis ins Halbfinale über 110 Meter Hürden und schied dort mit 13,85 s aus. 2018 siegte er in 13,76 s bei den U23-Südamerikameisterschaften in Cuenca und gewann in 3:09,90 min die Silbermedaille mit der brasilianischen 4-mal-400-Meter-Staffel hinter dem Team aus Kolumbien. 2021 gewann er dann bei den Südamerikameisterschaften in Guayaquil in 13,35 s die Goldmedaille im Hürdensprint. Anschließend nahm er an den Olympischen Sommerspielen in Tokio teil und erreichte dort das Halbfinale, in dem er mit 13,62 s ausschied. Im Februar 2022 stellte er in Berlin mit 7,58 s einen neuen Südamerikarekord im 60-Meter-Hürdenlauf auf und siegte kurz darauf in derselben Zeit bei den Hallensüdamerikameisterschaften in Cochabamba. Im März startete er bei den Hallenweltmeisterschaften in Belgrad und schied dort mit 7,58 s im Semifinale aus. Im Mai siegte er in 13,47 min bei den Ibero-Amerikanischen Meisterschaften in La Nucia und siegte dann in 13,28 s beim Memoriał Janusza Kusocińskiego und wurde bei den Bislett Games in 13,37 s Dritter. Beim Meeting de Paris gelangte er mit 13,25 s auf Rang zwei und bei den Weltmeisterschaften in Eugene schied er mit 13,46 s im Halbfinale aus.
2023 schied er bei den Weltmeisterschaften in Budapest mit 13,52 s im Semifinale aus und im November gewann er bei den Panamerikanischen Spielen in Santiago de Chile in 14,04 s die Bronzemedaille hinter seinem Landsmann Eduardo de Deus und De’Vion Wilson aus den Vereinigten Staaten. Im Jahr darauf schied er bei den Hallenweltmeisterschaften in Glasgow mit 8,65 s in der ersten Runde über 60 Meter Hürden aus. Im Mai gewann er bei den Ibero-Amerikanischen Meisterschaften in Cuiabá in 13,35 s die Silbermedaille über 110 Meter Hürden hinter seinem Landsmann Eduardo de Deus. Anschließend schied er bei den Olympischen Sommerspielen in Paris mit 13,87 s im Halbfinale aus. 2025 erreichte er bei den Hallenweltmeisterschaften in Nanjing ebenfalls das Semifinale über 60 m Hürden und schied dort mit 7,67 s aus.
In den Jahren 2021 und 2022 wurde Pereira brasilianischer Meister im 110-Meter-Hürdenlauf.

## Persönliche Bestzeiten
- 110 m Hürden: 13,17 s (+0,4 m/s), 23. Juni 2022 in Rio de Janeiro (Südamerikarekord)
  - 60 m Hürden (Halle): 7,58 s, 4. Februar 2022 in Berlin (Südamerikarekord)